# Mihajlo Vasziljovics Osztrohradszkij
Mihajlo Vasziljovics Osztrohradszkij (ukránul: Михайло Васильович Остроградський, oroszul: Михаил Васильевич Остроградский; Pasenyivka, 1801. szeptember 24. – Poltava, 1862. január 1.) ukrán nemzetiségű matematikus, mechanikus és fizikus az Orosz Birodalom idején. Leonhard Euler követője, a cári Oroszország egyik legkiválóbb matematikusa.

## Élete
Osztrohradszkij 1801. szeptember 24-én született Pasenyivka faluban (akkor az Orosz Birodalom Poltavai kormányzóságának része, ma Poltavai terület, Ukrajna). 1816 és 1820 között a Harkivi Egyetemen Tyimofej Oszipovszkij tanítványa volt. Tanárát 1820-ban vallási okok miatt felfüggesztették, Osztrohradszkij ezért nem volt hajlandó levizsgázni, sosem kapta meg PhD fokozatát. 1822 és 1826 között a Sorbonne és a Collège de France diákja volt Párizsban. 1828-ban visszatért az Orosz Birodalomba, Szentpétervárott telepedett le, az Orosz Tudományos Akadémia tagjává választották. Ezzel párhuzamosan a Haditechnikai-Műszaki Egyetem professzora is lett.
1862-ben, 60 évesen hunyt el Poltavában. Emlékét a kremencsuki (Poltavai terület) Mihajlo Osztrohradszkij Nemzeti Egyetem, illetve egy róla elnevezett poltavai utca őrzi.

## Munkássága

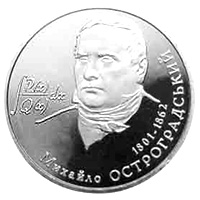
2 hrivnyás emlékérme, melyet 2001-ben vert az Ukrán Nemzeti Bank

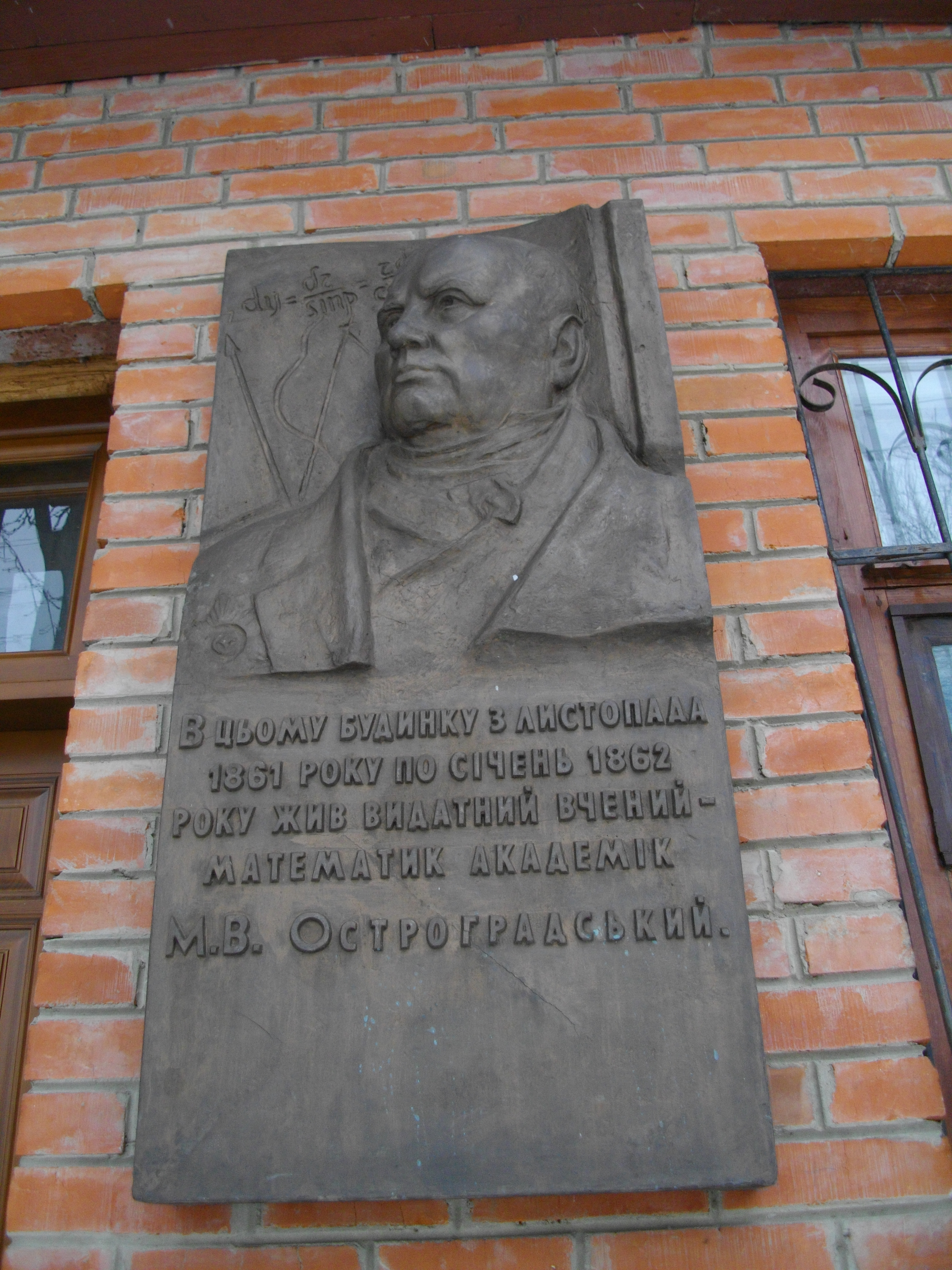
Emléktábla Poltavában, utolsó házának falán

Főleg variációszámítás, integrál, algebrai függvények, számelmélet, algebra, geometria, valószínűség-elmélet matematikai területeken dolgozott, ezen kívül alkalmazott matematika, matematikai fizika és klasszikus mechanika terén is maradandót alkotott. Utóbbiban hozzájárult a rugalmas testek mozgásának vizsgálatához, fejlesztette a dinamika és fluidtechnika egyenletekbe rendezését, főleg Euler, Joseph Louis Lagrange, Siméon Denis Poisson és Augustin Cauchy nyomdokain.
Oroszországban ezen a területen Nyikoláj Dmitrijevics Brásman (1796–1866), Avguszt Juljevics Davidov (1823–1885) és különösen Nyikolaj Jegorovics Zsukovszkij (1847–1921) követője volt.

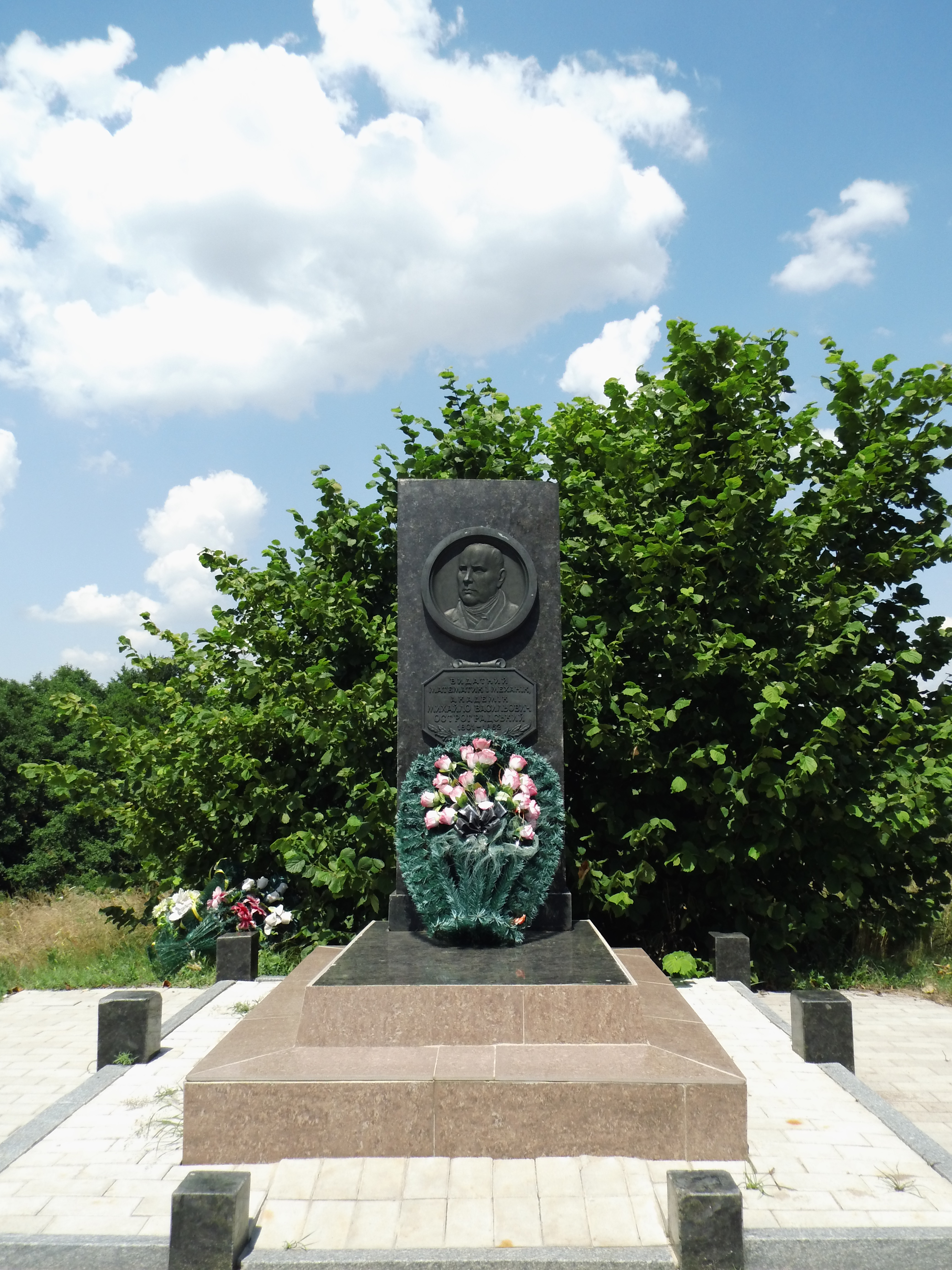
Sírja szülőfalujában

Nem értékelte Lobacsevszkijnek a nemeuklideszi geometria terén végzett 1823-as kutatásait, el is utasította, mikor közlésre benyújtotta a szentpétervári akadémiának.

### Divergenciatétel
1826-ban Osztrohradszkij adta a Lagrange által 1762-ben felfedezett divergenciatétel első általános bizonyítását.

### Osztrohradszkij-egyenlet
{\displaystyle \iiint _{V}\left({\partial P \over \partial x}+{\partial Q \over \partial y}+{\partial R \over \partial z}\right)dx\,dy\,dz=\iint _{\Sigma }\left(P+Q+R\right)\,d\Sigma }.

### Osztrohradszkij-féle integrációs eljárás
Jól ismert a racionális függvények integrálására alkotott módszere. Először külön nézzük egy frakcionális racionális függvény (a racionális rész (algebrai frakció) és transzcendens rész (logaritmussal és kotangennsel) összege). Másodszorra meghatározzuk a racionális részt integrálás nélkül, majd egy Osztrohradszkij-formulában lévő integrálba rendeljük:
{\displaystyle \int {R(x) \over P(x)}\,dx={T(x) \over S(x)}+\int {X(x) \over Y(x)}\,dx,}
ahol {\displaystyle P(x),\,S(x),\,Y(x)} ismert p, s, y polinomok, {\displaystyle R(x)} ismert polinom, melynek értéke nem nagyobb, mint {\displaystyle p-1}, és {\displaystyle T(x),\,X(x)} ismeretlen polinomok, melyek értéke nem nagyobb, mint {\displaystyle s-1} és {\displaystyle y-1}
{\displaystyle S(x)} {\displaystyle P(x)} és {\displaystyle P'(x)} legnagyobb közös osztója. A nevező {\displaystyle Y(x)} integrál szerves maradéka lehet, a {\displaystyle P(x)=S(x)\,Y(x)} egyenletből kiszámítható módon.

## Fordítás
Ez a szócikk részben vagy egészben  a   Mikhail Ostrogradsky című angol Wikipédia-szócikk ezen változatának fordításán alapul.  Az eredeti cikk szerkesztőit annak laptörténete sorolja fel. Ez a jelzés csupán a megfogalmazás eredetét és a szerzői jogokat jelzi, nem szolgál a cikkben szereplő információk forrásmegjelöléseként.